# L-ascorbato-citocromo-b5 reduttasi
La L-ascorbato-citocromo-b5 reduttasi è un enzima appartenente alla classe delle ossidoreduttasi, che catalizza la seguente reazione:
L-ascorbato + ferricitocromo b5 ⇄ monodeidroascorbato + ferrocitocromo b5 + H+